# Поташиха
Поташиха — река в Туруханском районе Красноярского края, правый приток реки Енисей, длиной 10 км. Исток находится в болотистых смешанных лесах, небольшом озере. Течёт в юго-западном направлении, на четвёртом километре впадает в одноимённое озеро, вытекает из его западной оконечности и впадает в Енисей на высоте 4 м, в 921 км от устья.
По данным государственного водного реестра России относится к Енисейскому бассейновому округу. Код водного объекта — 17010800212116100099661.